# Plage de Calahonda
La Plage de Calahonda est une plage située entre les territoires communaux de Mijas et Marbella, sur la Costa del Sol dans la province de Málaga, en Espagne. Il s'agit d'une plage semi-urbaine de sable doré située entre le Puerto de Cabopino et la Playa de El Bombo.

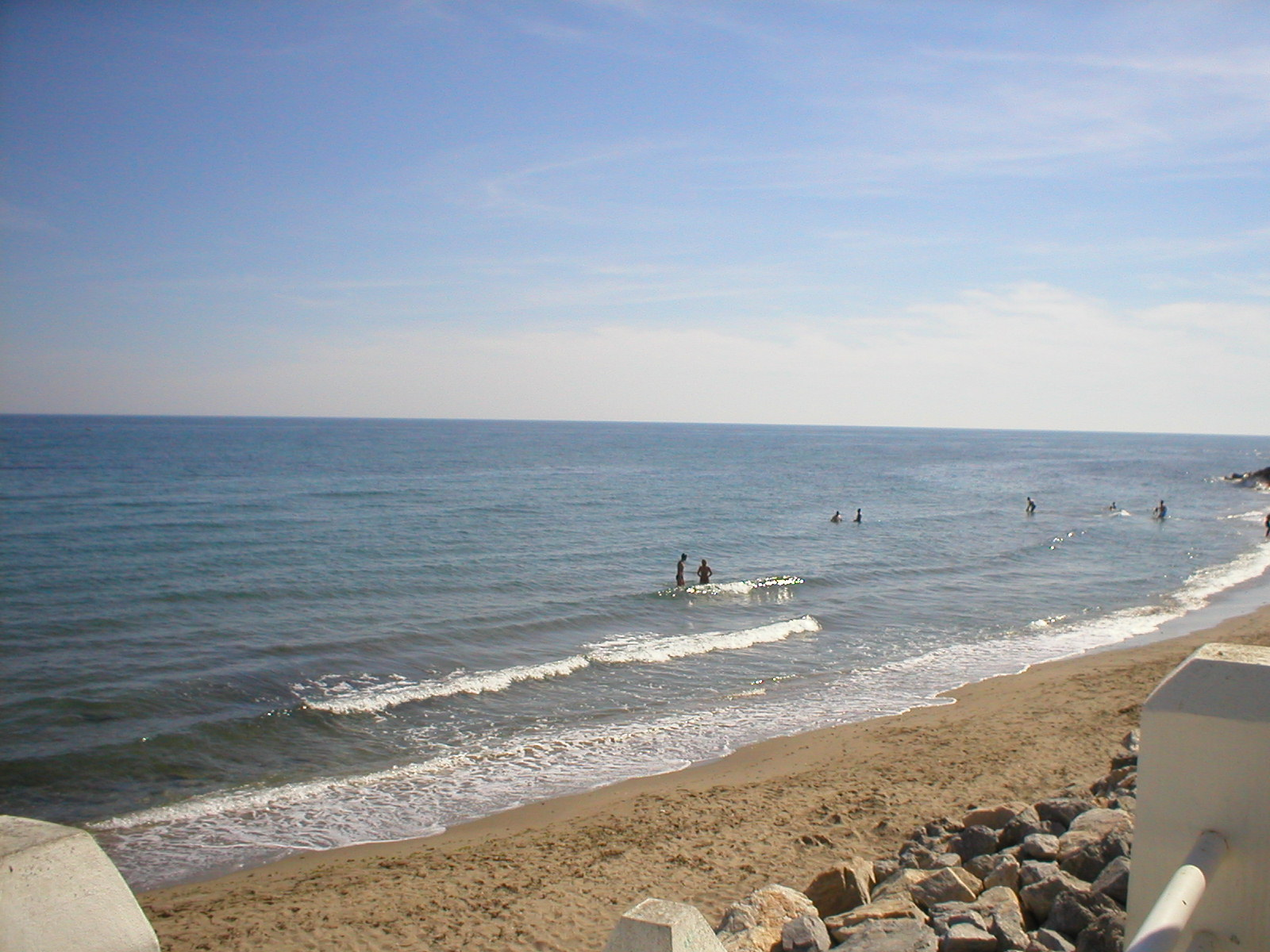
Vue de la plage de Calahonda.